# Carpenter Nunatak
Carpenter Nunatak är en nunatak i Antarktis. Den ligger i Östantarktis. Australien gör anspråk på området. Toppen på Carpenter Nunatak är 2 045 meter över havet.
Terrängen runt Carpenter Nunatak är huvudsakligen en högslätt. Trakten är obefolkad. Det finns inga samhällen i närheten. 